# 石延煦
石延煦（928年—987年2月8日），后晋宗室，石敬瑭族孙，一作族子，出帝石重贵养为长子。
后晋建立，石延煦遥领陕西节度使。开运二年（945年）秋，以石延煦为郑州刺史。石延煦年少，不能管事，命一个宦官跟着他，又选尚书郎路航参知州事。宦官于是政事，常常羞辱路航，出帝召路航还朝。不久改石延煦齐州防御使。开运三年（946年），拜镇宁军节度使。当时，河北用兵，天下旱蝗，百姓饿死以百万计，各节度使却争为聚敛，赵在礼积钱钜万，为诸帅之最。出帝羡慕他的富有，以石延煦娶赵在礼之女，赵在礼献绢三千匹，缗钱十万，前后所献不可胜数。五月，出帝派宗正卿石光赞以聘币一百五十床赵在礼到家迎亲，出帝在万岁殿宴请赵在礼，所赐丰厚，君臣穷极奢侈，时人以此为荣。赵在礼对人说：“吾此一婚，其费十万。”十一月，改石延煦镇保义。契丹灭后晋，出帝与太后派石延煦、石延宝送降表、玉玺、金印给契丹，耶律德光得玉玺，说它与前史所传不同，命石延煦等回去要真的传国玉玺。出帝回答：“原来潞王李从珂自焚于洛阳，玉玺不知所在，疑已焚之。先帝受命，命玉工制此玺，在位群臣皆知之。”事情才没有追究。后石延煦、石延宝等从出帝北迁。其母楚国夫人丁氏有美色，被叛将张彦泽劫夺。
有长子石弘佐等三子。

## 延伸阅读
[在维基数据编辑]
 《舊五代史·卷87》，出自薛居正《舊五代史》
 《新五代史/卷17》，出自歐陽修《新五代史》